# Frigiliana
Frigiliana é um município da Espanha na província de Málaga, comunidade autónoma da Andaluzia, de área 41 km² com população de 2576 habitantes (2005).
O Barribarto de Frigiliana, como conhecem os vizinhos desta aldeia branca da Axarquía malaguenha, é considerado um dos cascos históricos de origem árabe mais bem conservado de Espanha. Foi o I Prémio Nacional de Embelezamento em 1982 e conjunto histórico artístico desde 2014.
Faz parte da rede de Aldeias mais bonitas de Espanha.

## Demografia
| Variação demográfica do município entre 1991 e 2005 | Variação demográfica do município entre 1991 e 2005 | Variação demográfica do município entre 1991 e 2005 | Variação demográfica do município entre 1991 e 2005 |
| --------------------------------------------------- | --------------------------------------------------- | --------------------------------------------------- | --------------------------------------------------- |
| 1991                                                | 1996                                                | 2001                                                | 2005                                                |
| 2169                                                | 2149                                                | 2213                                                | 2576                                                |